# Bonga (zenész)
Bonga, polgári nevén José Adelino Barceló de Carvalho (Caxito, 1942. szeptember 5. –) angolai folk- és sembaénekes, dalköltő.

## Pályafutása
23 éves korában elhagyta Angolát, hogy sportoló lehessen. A 400 méteren portugál rekorderré vált. 15 évesen kezdett énekelni. 1972-ig atlétizált, de aztán már kizárólag a zenével foglalkozott. Amikor Angola még portugál gyarmat volt, és Bonga a függetlenségért harcolók egyike volt. Emiatt az 1970-es évek elején száműzték Angolából.
Előadóként azonnal híres lett Angolában és Portugáliában is.
Bonga a portugál gyarmatokról érkező bevándorlók, az afrikai és európai származású portugálok körében egyaránt népszerűvé vált.
A Salazar diktatúra idején is Bonga portugál sztársportolói nimbusza lehetővé tette számára azt a mozgásszabadságot, amelyet – Bonga Kuenda néven – arra használt, hogy üzeneteket közvetítsen a száműzött függetlenségpárti afrikai harcosok és még Angolában élő honfitársai között. Amikor a portugál politikai rendőrség (PIDE) rájött, hogy Bonga Kuenda és Barceló de Carvalho azonos személy, Bonga száműzetésbe kényszerült.  Rotterdamban élve 1972-ben véglegesen felvette a Bonga nevet. Angolában letartóztatási parancsot adtak ki lázító dalszövegei miatt, ezért Németország, Belgium és Franciaország között inkognitóban ingázott egészen Angola 1975-ös függetlensége kikiáltásáig.
Több mint 30 albumot adott ki. Portugálul és hagyományos angolai nyelveken énekel. Zenéje a portugál folkzene, a semba, a kizomba és a latin zenei elemek egyvelege.

## Albumok
- Angola 72 (1972)
- Angola 74 (1974) (+ „Sodade”, Cesária Évora dal)
- Raízes (1975)
- Angola 76 (1976)
- Racines (1978)
- Kandandu (1980)
- Kualuka Kuetu (1983)
- Marika (1984)
- Sentimento (1985)
- Massemba (1987)
- Reflexão (1988)
- Malembe Malembe (1989)
- Diaka (1990)
- Jingonça (1991)
- Paz em Angola (1991)
- Gerações (1992)
- Mutamba (1993)
- Tropicalíssimo (1993)
- Traditional Angolan Music (1993)
- Fogo na Kanjica (1994)
- O Homem do Saco (1995)
- Preto e Branco (1996)
- Roça de Jindungo (1997)
- Dendém de Açúcar (1998)
- Falar de Assim (1999)
- Mulemba Xangola (2001)
- Kaxexe (2003)
- Maiorais (2004)
- Bairro (2008)
- Hora Kota (2011)
- Recados de Fora (2016)

### Live
- Swinga Swinga (1996)
- Bonga ao vivo (2004; DVD)
- Bonga Live (2005)

## Díjak
- 2014: a Művészetek és Irodalom Lovagja (Knight of the Order of Arts and Letters): kitüntetés a francia kormánytól. Az elismerést Franciaország Kulturális Minisztériuma adta át Angolában.[4]